# Provinz Drenthe
Drenthe ist eine niederländische Provinz, gelegen im Nordosten des Landes. Sie grenzt im Süden an die Provinz Overijssel, im Westen an die Provinz Friesland, im Norden an die Provinz Groningen und im Osten an das deutsche Bundesland Niedersachsen. Die Provinz ist ländlich geprägt und wird im Osten von Moorgebieten beherrscht. Sie ist vor Friesland die am dünnsten bevölkerte Provinz der Niederlande.
Die Hauptstadt ist Assen mit 70.395 Einwohnern (Stand 1. Januar 2025). Andere wichtige Orte sind Emmen (die bevölkerungsreichste Gemeinde), Hoogeveen und Meppel. Man spricht in Drenthe neben der niederländischen Sprache traditionell die heimischen niedersächsischen Dialekte.

## Geographie
In der Provinz lassen sich drei Landschaftstypen unterscheiden. Die Heide im Westteil, die Moorgebiete im Ostteil und die Kanallandschaften.

### Heide
Die Mitte der Provinz, auch als Alt-Drenthe bezeichnet, weist hauptsächlich Sandboden auf. Dieser Bereich wird durch Heidegebiete mit Weiden und Ackerbau geprägt, die von Grünlandstreifen entlang der Flüsse und Bäche unterbrochen wurden. In der Landwirtschaft herrschte früher vielfach die Schafzucht vor, wobei die Schafe den Sommer in der Heide verbrachten. Durch den Einsatz von Kunstdünger ab dem 19. Jahrhundert verlor die Schafzucht an Bedeutung und weite Teile der Heide wurden in landwirtschaftliche Nutzflächen umgewandelt. Andere Teile der Heide wurden durch die staatliche Forstverwaltung aufgeforstet um den steigenden Holzbedarf zu decken. Das Grünland entlang der Flüsse wurde hauptsächlich als Weideland genutzt, wobei etliche Auengebiete trockengelegt wurden. Das Aussehen der Ackerflächen hat sich zudem durch Flurbereinigungen geändert.
Somit ist von der ursprünglichen Heidelandschaft nicht mehr viel übrig geblieben. Größere Flächen findet man nur noch im Nationalpark Drentsche Aa nordöstlich von Assen.

### Moorlandschaft

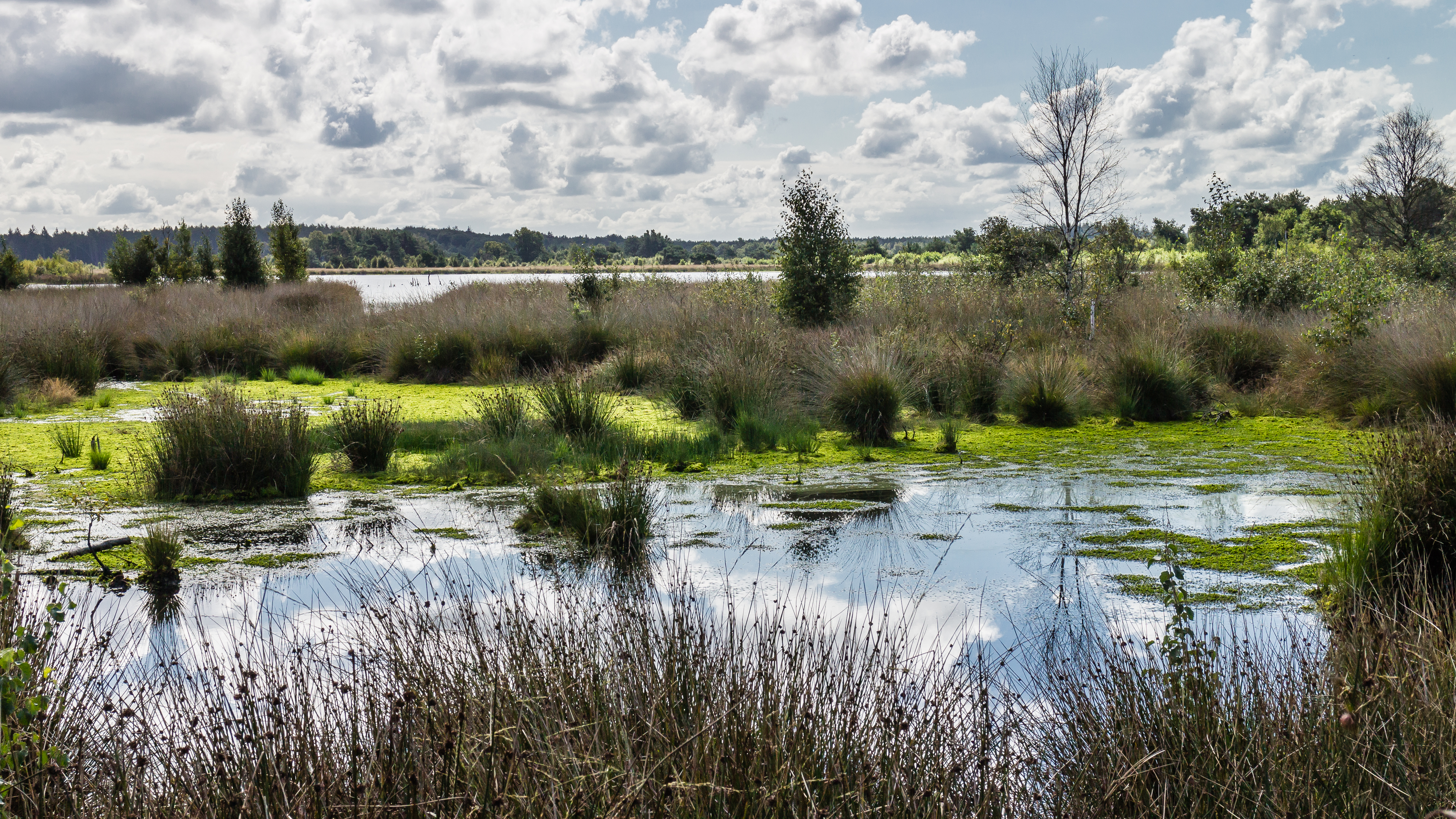
Fochteloërveen an der Grenze zu Friesland gehört zu den am besten bewahrten Moorlandschaften der Niederlande.

Der östliche Bereich der Provinz wird von Mooren geprägt. Hier fand lange Zeit intensiver Torfabbau statt. Weite Teile wurden von Entwässerungskanälen durchzogen, um den Abbau zu ermöglichen. In den Gebieten, in denen die Torfvorkommen erschöpft waren, siedelte sich Landwirtschaft an. Von den Mooren sind heute nur noch zwei größere erhalten, das Bargerveen im äußersten Südosten der Provinz und das Fochteloërveen im Nordwesten an der Grenze zu Friesland.

### Kanallandschaften
Da die meisten Flüsse in der Provinz für die Schifffahrt zu klein waren, wurden zahlreiche Kanäle angelegt. Die bedeutendsten sind der Drentsche Hoofdvaart, der Nord-Willemskanal, der Hoogeveense Vaart und der Oranjekanal. Durch den zunehmenden Verkehr auf den Straßen haben die Kanäle stark an Bedeutung verloren.

### Geologie
Oberflächlich betrachtet weist die Provinz die Form eines umgedrehten ovalen Tellers auf. Die Ränder liegen tief und die übrigen Teile befinden sich auf einem lang gestreckten Plateau, dem Drents Plateau. Dies besteht zu weiten Teilen aus Kiesablagerungen, die fast überall von sandigen Böden überdeckt sind. Die Höhe dieses Plateaus bewegt sich zwischen 10 und 20 m NAP. Einschnitte werden einzig durch Seen und Flüsse hervorgerufen. Die Erhebungen stammen zumeist von Streifendünen und Aufschüttungen in Baugebieten.
Zwischen den Städten Emmen im Südosten und Groningen im Norden verläuft der niederländische Hunsrück, der Hondsrug (Hunderücken), eine leichte Erhebung aus eiszeitlichen Sanden und Ablagerungen. Dort liegt mit 32 m auch der höchste natürliche Punkt der Provinz. Im Dorf Wijster in der Gemeinde Midden-Drenthe befindet sich die höchste künstliche Erhebung der Provinz, der so genannte VAM-Berg, eine Mülldeponie. Die tiefsten Punkte liegen im Nord- und Südwesten unterhalb des Meeresspiegels.
In dem Dorf Schoonebeek in der Gemeinde Emmen wird seit den 1940er-Jahren Erdöl gefördert. Die Förderung wurde aus Rentabilitätsgründen 1996 aufgegeben und 2011 erneut aufgenommen. Betreiber ist die Firma NAM. Außerdem gibt es in der Provinz Erdgasvorkommen, die ebenfalls durch die Firma NAM ausgebeutet werden.

## Etymologie
Der Name „Drenthe“ wurde erstmals in einer Urkunde aus dem Jahr 820 als „Thrianta“ erwähnt. Die Etymologie setzt sich aus zwei Elementen zusammen: „thri“, was „drei“ bedeutet, und „*hant-“, was auf eine „Gemeinschaft“ oder ein „Gebiet, das zu einem Volksgebiet gehört,“ verweisen würde. Die benachbarte Region Twente hat eine ähnliche Etymologie, die bis ins 2. Jahrhundert n. Chr. zurückgeht; allerdings mit der Zahl „zwei“ als erstes Element.

## Geschichte

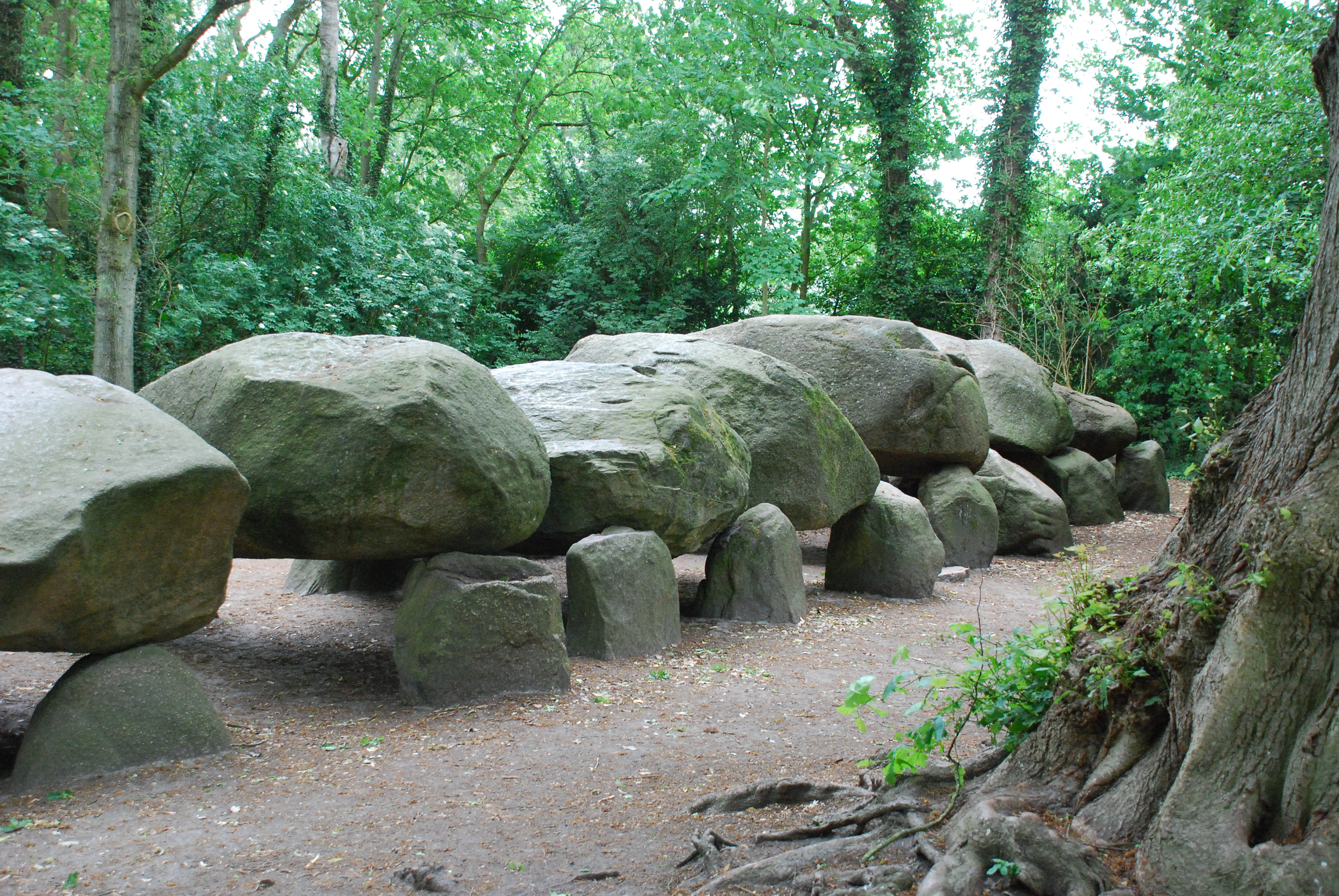
In einem Wald bei Borger: das größte Hünengrab der Niederlande.

In der Jungsteinzeit haben Menschen Grabbauten hinterlassen, die aus aufeinandergestellten großen Steinen bestehen. Diese Megalithe nennt man im Niederländischen hunebed und im Deutschen Hünengrab. 52 der 53 Großsteingräber in den Niederlanden liegen in Drenthe, nur das 53. befindet sich in der Provinz Groningen. Die Anlagen sind wie meist üblich aus Findlingen erbaut, die die Eiszeit auf dem Hondsrug oder in seiner Nähe ablagerte.
Die erste urkundliche Erwähnung von Drenthe geht auf das Jahr 820 zurück. In der Urkunde wird von einer Pago Treanth, was für die Landschaft Drenthe steht, gesprochen. 1024 und 1025 wird in weiteren Urkunden die Grafschaft Drenthe erwähnt. 1046 wurde diese Grafschaft durch Kaiser Heinrich III. dem Bischof Bernold von Utrecht geschenkt. 1528 trat Bischof Heinrich II. von Bayern das Oberstift Utrecht, zu dem das Gebiet der heutigen Provinz Drenthe gehörte, an Kaiser Karl V. ab. 1536 wurde Drenthe eine eigene Herrschaft innerhalb der Habsburgischen Niederlande. Als sich die Republik der Sieben Vereinigten Provinzen für unabhängig erklärte, wurde Drenthe ein Teil des Landes. Es wurde aber nicht als eigenständige Provinz anerkannt und Bestandteil der Provinz Overijssel. Seit der Bildung des Königreichs der Vereinigten Niederlande (1815) ist Drenthe eine eigenständige Provinz.
Im 19. Jahrhundert war Drenthe noch sehr isoliert, bis Ödnisse und Moorgebiete durch Kolonisationsprojekte angegangen wurden. Eisenbahn und Kanäle erschlossen das Gebiet, wie zum Beispiel der Oranjekanal (1853 bis 1861 gebaut). Im 20. Jahrhundert wurden nach den Mooren auch die Heide-Gebiete abgebaut, und neue, große Betriebe wurden angesiedelt.

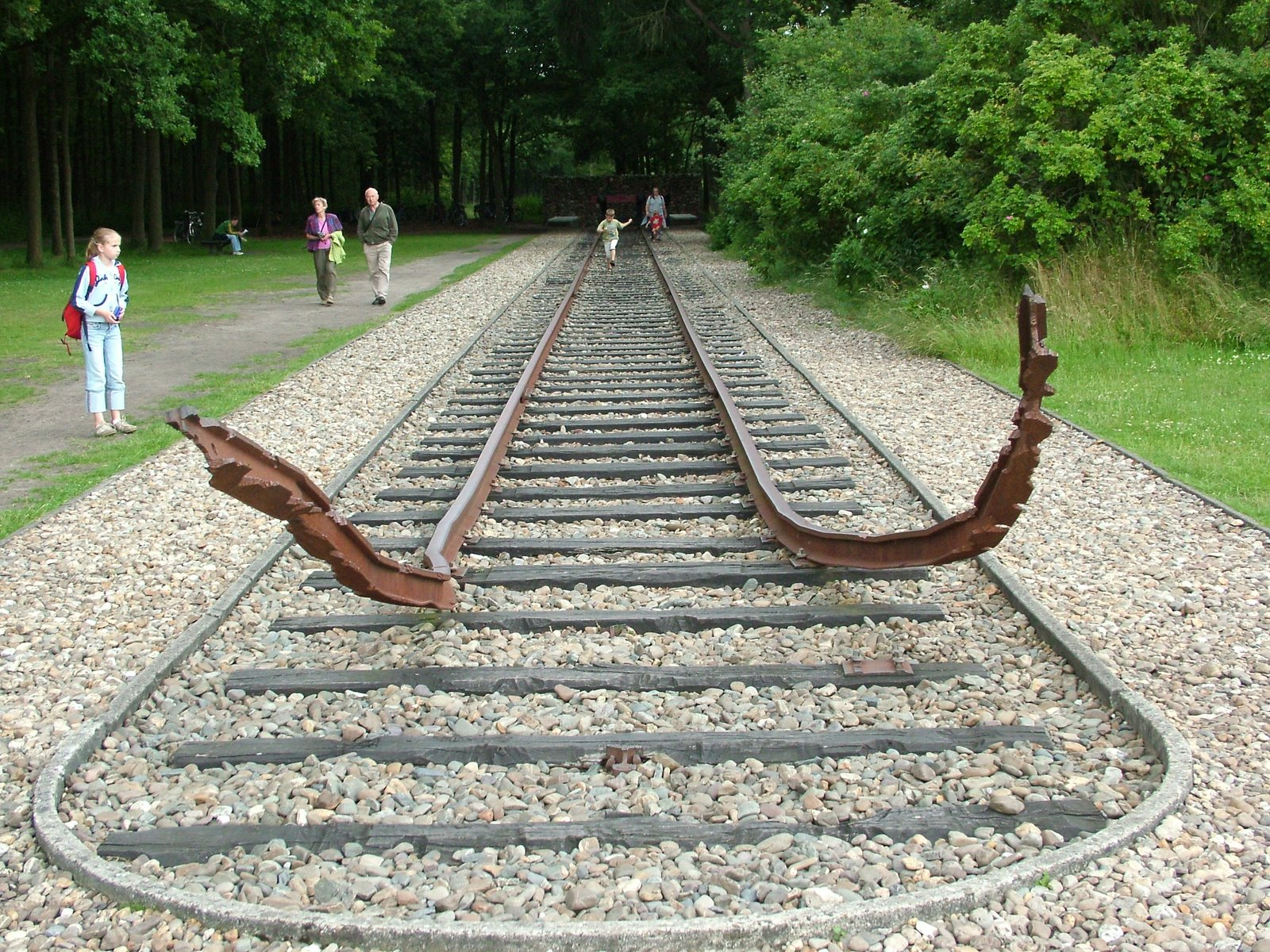
Ein Kunstwerk beim ehemaligen Lager Westerbork, das für die Deportation per Eisenbahn steht.

Am 9. Oktober 1939 wurde das „Zentrale Flüchtlingslager Westerbork“ von der niederländischen Verwaltung für jüdische Flüchtlinge eröffnet. Während der deutschen Besatzung wurde 1942 das Durchgangslager Westerbork mit einem Eisenbahnanschluss durch die Nederlandse Spoorwegen errichtet. Ein Großteil der später ermordeten Juden aus den Niederlanden wurde über Westerbork gen Osten transportiert. Später wurde das Lager für NSB-Mitglieder sowie niederländische Kollaborateure verwendet, und ab 1951 wohnten hier Soldaten aus der ehemaligen Kolonie Niederländisch-Indien sowie Molukker, die für die niederländische Kolonialmacht gearbeitet hatten. Die letzten Familien verließen das Lager erst 1970. Seit 1983 befindet sich in der Nähe ein Erinnerungszentrum.
1975 entführten Molukker-Jugendliche einen Zug beim Dorf Wijster in der (heutigen) Gemeinde Midden-Drenthe. Zwei Jahre später passierte ähnliches bei De Punt im Norden der Provinz. Die Molukker waren enttäuscht darüber, dass die niederländische Regierung ihre Rückkehr zu ihren Herkunftsinseln nicht realisieren konnte. Im ersten Falle hatten die Entführer bereits Fahrgäste ermordet, im zweiten drohte man mit der Sprengung des Zuges. Beide Male beendeten die Sicherheitsbehörden die Entführung blutig.

## Politik
- SP: 2
- PvdD: 2
- GL: 2
- PvdA: 4
- Volt: 1
- D66: 1
- CDA: 3
- SLD: 1
- CU: 2
- VVD: 4
- BBB: 17
- JA21: 1
- FvD: 1
- PVV: 2

Das Provinzialparlament (niederländisch Provinciale Staten) hat seinen Sitz im Huis der Provincie in der Provinzhauptstadt Assen. Entsprechend der Bevölkerungszahl in der Provinz besteht das Drents Parlement aus 43 Sitzen.
Bei der letzten Provinzialwahl am 15. März 2023 traten 19 Parteien an.
An der Spitze der Provinz steht der Kommissar des Königs. Dies ist seit Dezember 2017 die Sozialdemokratin Jetta Klijnsma. Seit 1951 sind alle Beauftragten Sozialdemokraten, zuvor meist Liberale. Das College van Gedeputeerde Staten, also die Regierung, wird seit 2023 von einer Koalition aus Bauernpartei, Sozialdemokraten, Rechtsliberalen und Christdemokraten gebildet.

### Gemeinden
Bei einer Neugliederung der Gemeinden im Jahre 1998 sank die Zahl der Gemeinden von 36 auf zwölf:

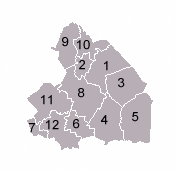
Lage der Gemeinden in der Provinz Drenthe

| Nr. | Name der Gemeinde | Einw.   | Sitz der Gemeinde |
| --- | ----------------- | ------- | ----------------- |
| 1   | Aa en Hunze       | 25.936  | Gieten            |
| 2   | Assen             | 70.395  | Assen             |
| 3   | Borger-Odoorn     | 26.052  | Exloo             |
| 4   | Coevorden         | 35.868  | Coevorden         |
| 5   | Emmen             | 109.698 | Emmen             |
| 6   | Hoogeveen         | 56.917  | Hoogeveen         |
| 7   | Meppel            | 36.288  | Meppel            |
| 8   | Midden-Drenthe    | 34.021  | Beilen            |
| 9   | Noordenveld       | 31.772  | Roden             |
| 10  | Tynaarlo          | 35.013  | Vries             |
| 11  | Westerveld        | 19.987  | Diever            |
| 12  | De Wolden         | 24.665  | Zuidwolde         |

(Einwohner am 1. Januar 2025)

## Wirtschaft
Im Jahr 2011 lag das regionale Bruttoinlandsprodukt je Einwohner, ausgedrückt in Kaufkraftstandards, bei 99,03 % des Durchschnitts der EU-28. Im Jahr 2017 betrug die Arbeitslosenquote 5,0 %.

## Sprache
Die ursprünglichen Dialekte sind niedersächsischer Herkunft. Damit gehören sie nicht zum Hauptstrom derjenigen Dialekte, die zur Entstehung des modernen Niederländischen beigetragen haben. Niedersächsisch wird auch in den benachbarten Provinzen Groningen, Overijssel und Gelderland gesprochen.
Die Dialekte der Provinz nennt man Drents, vor allem die in der Mitte. Wie überall in den Niederlanden dringt die Standardsprache in mehr und mehr Lebensbereiche vor.

## Kultur und Wissenschaft

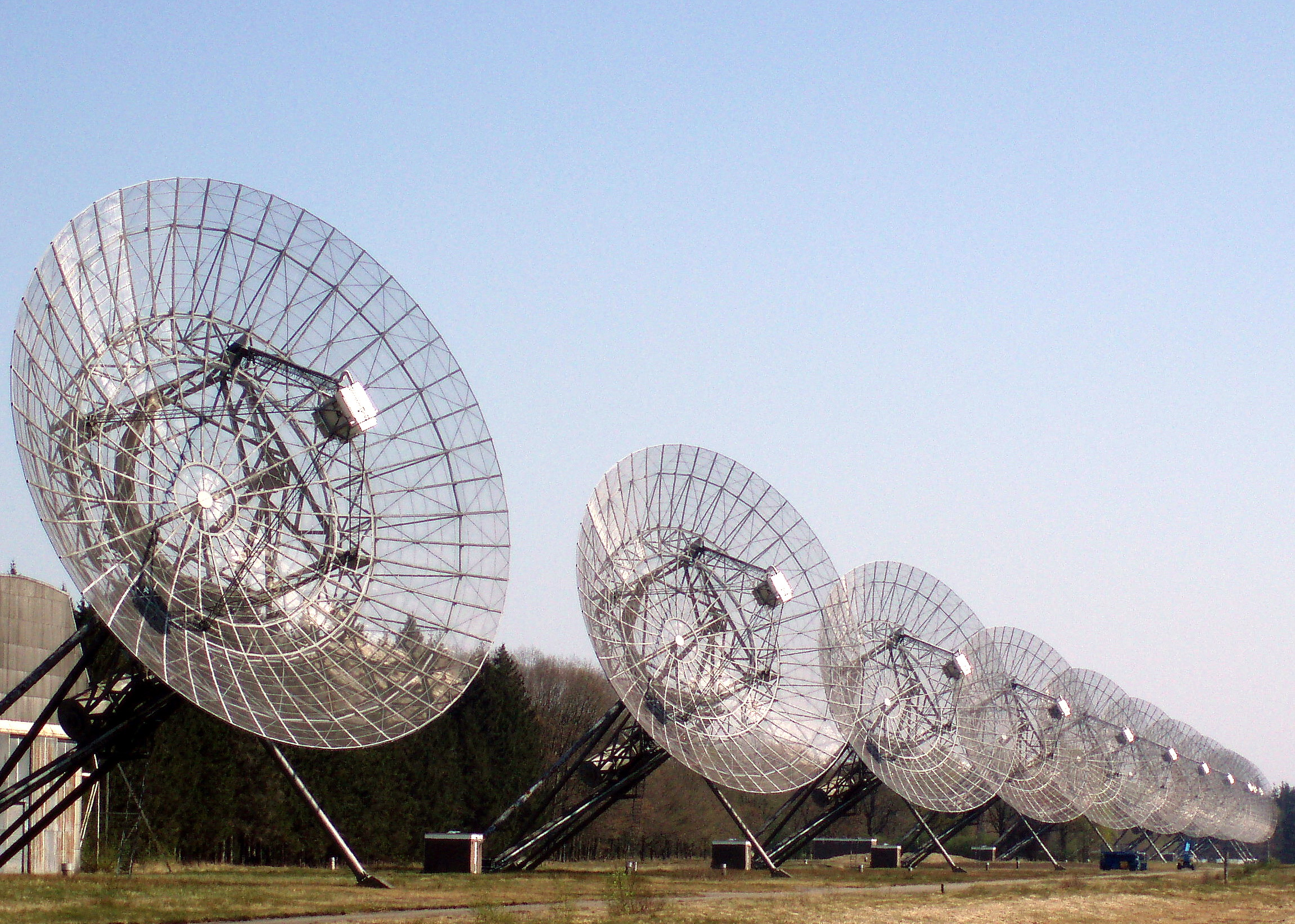
Antennen des Westerbork Synthese Radio Telescoop

Drenthe ist für seine Hünengräber bekannt. Mit ihnen und der Kultur ihrer Erbauer befasst sich das Hünenbettzentrum in Borger. In Orvelte befindet sich ein Freilichtmuseum und in Assen das Drents Museum.
Ein auch international bekanntes Sportereignis ist das Motorrennen Dutch TT bei Assen. Das Occultfest für Hardrock und Metalmusik wird seit 2002 jährlich in Hoogeveen abgehalten.
Die vielleicht wichtigste Zeitung in der Provinz ist das Dagblad van het Noorden, das auch in der benachbarten Provinz Groningen herausgegeben wird.
Das Westerbork Synthese Radio Telescoop macht seit 1970 astronomische Beobachtungen. Es spielt auch eine Rolle in Harry Mulischs Erfolgsroman „Die Entdeckung des Himmels“. In der Nähe der Antennen befindet sich ein Planetenweg.